# پیتر ساترلند
پیتر دنیس ساترلند (به انگلیسی: Peter Denis Sutherland) زاده ۲۵ آوریل ۱۹۴۶ - درگذشته ۷ ژانویهٔ ۲۰۱۸ (۷۱ سال)) در فاکسراک، دوبلین، ایرلند تاجر بین‌المللی ایرلندی و دادستان کل سابق ایرلند عضو حزب فاین گیال (حزبی مردمی در اروپا) می‌باشد. او نیز یک وکیل حرفه‌ای و نیز مشاور ارشد در نوار ایرلند و همچین مدیر دانشکده اقتصاد لندن بوده.